# Villa di Gianola

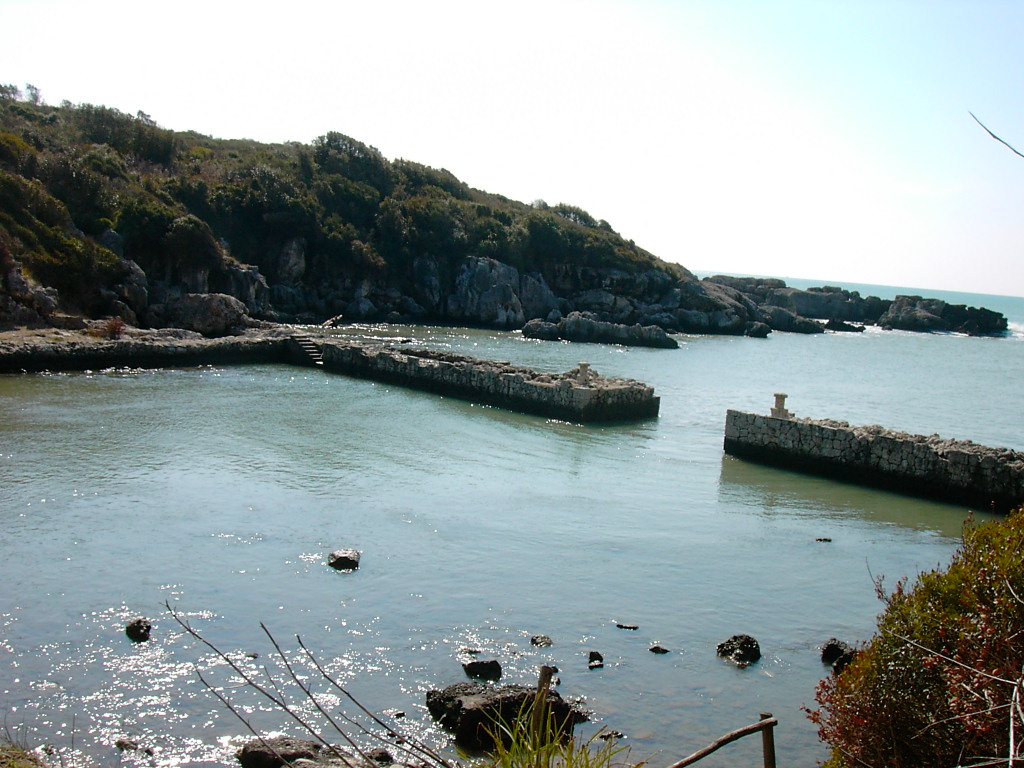
Gianola, il cosiddetto Porticciolo Romano

La villa di Gianola è una grande villa marittima di età romana, i cui resti sono ancora visibili sul promontorio omonimo, all'interno del Parco regionale di Gianola e Monte di Scauri, tra i comuni di Formia e Minturno, nel Lazio meridionale.
Il complesso comprende strutture di notevole interesse e dall'articolazione complessa: si segnalano in particolare delle imponenti cisterne per la raccolta idrica, un grande impianto per la piscicoltura (area del cosiddetto Porticciolo Romano), un edificio ottagonale al culmine di un'area monumentalizzata dalla presenza di ardite rampe di collegamento, un quartiere termale a picco sul mare e delle grotte costiere inserite nella villa.

## Posizione geografica
La villa occupò in antico la parte occidentale del promontorio di Gianola, al centro del sinus Formianus (oggi corrispondente al Golfo di Gaeta), in prossimità delle città portuali di Formiae e Minturnae alla foce del Garigliano. A circa 100 km da Roma, comodamente raggiungibile attraverso la via Appia, il sinus Formianus era contornato da grandi residenze di lusso, destinate all'otium dei personaggi più in vista di Roma tardo-repubblicana.

## Attribuzione
Tradizionalmente il grande complesso è stato attribuito a Mamurra, ricchissimo e potente cavaliere di età cesariana, originario di Formiae e noto per aver posseduto lussuosissime residenze, sia nel Golfo che nella stessa Roma. Non esistono a ben vedere elementi certi di attribuzione, escludendo una debole testimonianza epigrafica dal territorio e la persistenza, per la zona, del toponimo Mamurranum.

## Descrizione
Sul promontorio, e lungo il suo profilo costiero, è possibile ammirare i resti di un edificio ottagonale (in fase di scavo), due cisterne romane (la Cisterna Maggiore e la Cisterna delle 36 colonne), una scala coperta (conosciuta col nome di Grotta della Janara), resti di ambienti termali e una piscina per l'allevamento ittico (porticciolo di Gianola), insieme a lacerti di murature, pavimentazioni a mosaico e resti di decorazioni.

### L'edificio ottagonale
Al centro della villa, nel punto di massima elevazione, un grandioso edificio a pianta ottagonale marcava il paesaggio, ponendosi in rapporto diretto con gli altri grandi monumenti sommitali del Golfo, come il Mausoleo di Munazio Planco sul Monte Orlando e il vicino Mausoleo di Sempronio Atratino, a Gaeta. Già disegnato da eruditi e viaggiatori nel corso dei secoli, l'edificio fu bombardato durante la Seconda Guerra Mondiale. Solo scavi recenti hanno permesso di raccogliere nuovi dati sulla struttura, già oggetto di alcune proposte interpretative, e di recuperare alcuni ritratti databili al III secolo d.C., oggi al Museo Archeologico Nazionale di Formia, importanti testimonianze della lunga continuità di vita della villa nella piena età imperiale.

### Le cisterne

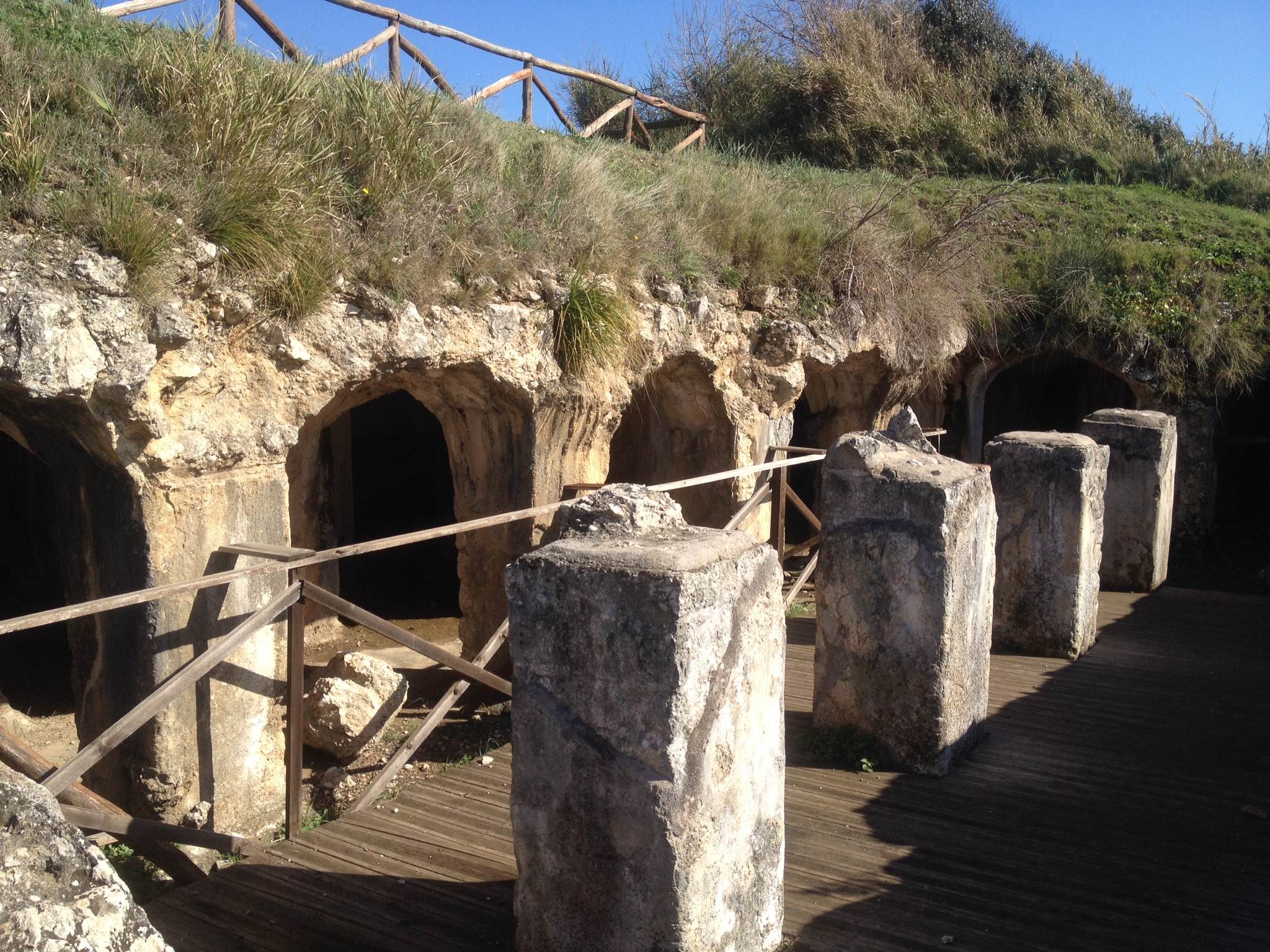
Cisterna delle 36 colonne

L'intera villa sfruttò per secoli le acque meteoriche e le sorgenti che costellavano il promontorio per alimentare canali, cascate artificiali e terme private. L'immagazzinamento dell'acqua era garantito da grandiose cisterne voltate, la più complessa delle quali, cosiddetta Cisterna delle 36 colonne, costituisce uno dei grandi punti d'interesse lungo il percorso archeologico.

### La peschiera del Porticciolo Romano
In una stretta insenatura naturale al limite orientale della villa, alla foce di un torrente e in zona ricca di sorgenti d'acqua dolce, sin dalla fine del II secolo a.C.-inizio del I secolo a.C. si costruì un impianto per l'allevamento di pesci. La piscina o peschiera fu realizzata delimitando gli spazi della baia con opere in muratura, e creando divisioni e compartimenti interni per ottenere vasche destinate alle diverse specie allevate. Solo agli inizi del XX secolo i muri antichi furono rivestiti da una muratura moderna in curiosa opera poligonale antichizzante, che andò a formare il cosiddetto porticciolo romano, struttura novecentesca ad uso del nobile Afan de Rivera, proprietario dell'area, costruita ad imitazione dell'antico e direttamente sopra i resti originali.
Recenti indagini archeologiche subacquee hanno permesso di documentare dettagliatamente la peschiera antica e il suo funzionamento, nelle tante tracce ancora presenti all'interno del bacino e immediatamente al di fuori.